# Đề án FICON
Đề án FICON (Fighter Conveyor – Người vận chuyển tiêm kích) được Không quân Hoa Kỳ (USAF) tiến hành vào thập niên 1950 để thử nghiệm tính khả thi của một máy bay ném bom mẹ Convair B-36 Peacemaker mang theo một chiếc máy bay tiêm kích con Republic RF-84K Thunderflash trong khoang quân giới của máy bay mẹ. Trước đó các thử nghiệm ghép nối đầu cánh như đề án Tip Tow đã được thực hiện, đề án này thực hiện ghép nối máy bay tiêm kích với đầu cánh của máy bay ném bom. Theo sau đề án FICON là đề án Tom-Tom.

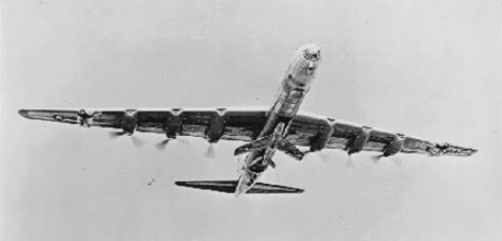
GRB-36 mang một chiếc YRF-84F; ảnh của Không quân Hoa Kỳ

## Bối cảnh

### Thử nghiệm ghép nối đầu cánh
Các thử nghiệm ghép nối đầu cánh được thực hiện từ khái niệm về việc thêm một tấm bảng động phụ để mở rộng sải cánh của máy bay, các kỹ sư hy vọng điều này sẽ giúp tăng tầm hoạt động của máy bay. Về mặt lý thuyết khi thêm tấm bảng phụ này thì cánh sẽ hoạt động theo cách tương tự như cánh dài và hẹp của một tàu lượn. Có các báo cáo nói rằng người Đức đã thử nghiệm ý tưởng này trong giai đoạn 1944-1945 bằng cách ghép nối hai máy bay hạng nhẹ cùng kích cỡ với nhau, sau đó ý tưởng được tiếp tục phát triển bởi Tiến sĩ Richard Vogt, ông tới Mỹ từ Đức sau Chiến tranh Thế giới II. Ý tưởng này đã được thử nghiệm tại Wright Field vào cuối thập niên 1940, họ lấy 1 chiếc Douglas C-47A Skytrain và một chiếc Culver Q-14B Cadet. Những thử nghiệm cho thấy ý tưởng này có nhiều điều hứa hẹn, sau đó hãng Republic Aviation đã được trao một hợp đồng để nghiên cứu thêm ý tưởng này. Đây là tiền đề của đề án Tip Tow.

### Đề án MX-1016 (Tip Tow)

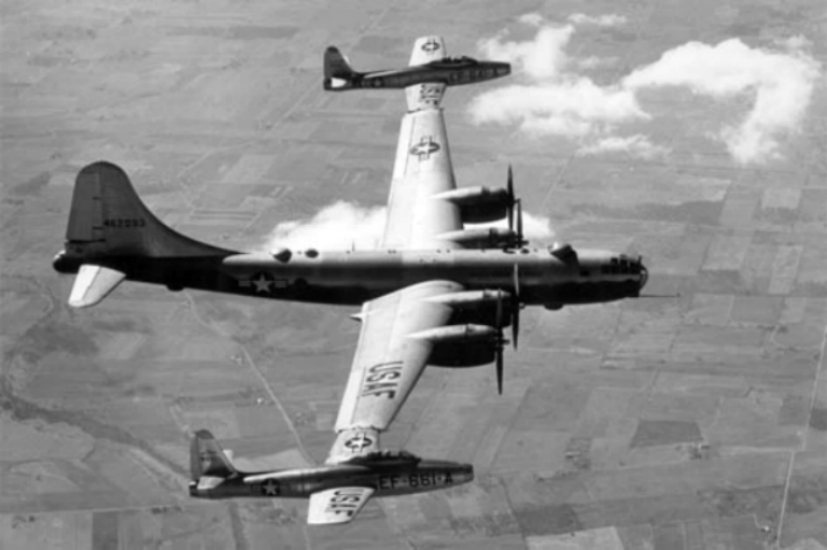
Một chiếc EB-29A ghép nối đầu cánh với 2 chiếc EF-84B thuộc Đề án Tip-Tow

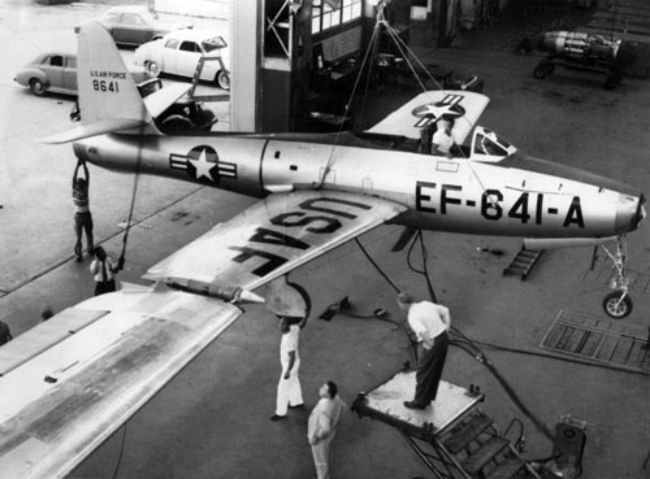
Khớp nối đầu cánh của B-29/F-84 nhìn từ trên xuống

Chương trình MX-1018 (tên mã "Tip Tow") đã tìm cách tăng tầm hoạt động của những máy bay phản lực đời đầu để hộ tống những máy bay ném bom động cơ piston, các kỹ sư thực hiện tách/thu hồi máy bay tiêm kích con với máy bay ném bom mẹ thông quan các khớp nối ở đầu cánh. Máy bay thuộc đề án Tip Tow bồm một chiếc EB-29A cải tiến đặc biệt (số seri 44-62093) và 2 chiếc EF-84B (số seri 46-641 và 46-661). Một số chuyến bay đã được thực hiện, đã tách/ghép thành công vài lần máy bay con với máy bay mẹ, đầu tiên là 1 chiếc sau đó là 2 chiếc EF-84B. Các phi công F-84 duy trì thao tác điều khiển bằng tay khi ghép với EB-29A, trục ngang được duy trì bằng chuyển động của thang nâng chứ không phải là chuyển động của cánh. Động cơ của F-84 được tắt để tiết kiệm nhiên liệu trong khi được "kéo" bởi máy bay mẹ, trong khi bay động cơ sẽ khởi động.
Độ uốn của cánh trên máy bay B-29 cũng như gió xoáy ở đầu cánh là những vấn đề đáng quan tâm, ngoài ra cơ cấu ghép nối 2 máy bay cũng cần phải cải tiến. Lần ghép nối đầu tiên của cả hai chiếc F-84 và B-29 diễn trong chuyến bay thứ 10 vào ngày 15/9/1950. Chuyến bay dài nhất với cả hai ghép nối là vào ngày 20/10/1950, nó kéo dài trong 2 giờ 40 phút. F-84 được điều khiển bằng tay trong tất cả các chuyến bay đã hoàn thành. Republic nhận được 1 hợp đồng bổ sung để tiếp tục nghiên cứu cách kết hợp một hệ thống điều khiển bay tự động. Trong khi đó, các cải tiến đã được thực hiện trên các máy bay, những chuyến bay thử nghiệm bổ cũng được thực hiện thêm, bao gồm cả bay đêm. Hệ thống điều khiển bay tự động đã sẵn sàng thử nghiệm vào tháng 3/1953. Ngày 24/4/1953, chiếc F-84 ở bên trái được kết nối thành công với B-29 và hệ thống tự động được kích hoạt. Ngay lập tức chiếc F-84 bị lật lên cánh của B-29 khiến cả hai máy bay bị tai nạn, toàn bộ phi hành đoàn đều tử nạn.
Phi công trên chiếc F-84D bên phải là thiếu tá Clarence E. "Bud" Anderson đã viết về các thử nghiệm trong đề án Tip-Tow trong một bài viết tựa đề Thử nghiệm ghép nối đầu cánh máy bay được Hiệp hội phi công thử nghiệm xuất bản.

### Đề án Tom-Tom
Song song với đề án Tip Tow là một đề án tương tự có tên gọi là Tom-Tom, đề án này sử dụng một chiếc JRB-36F có số seri 49-2707, trước đây nó được sử dụng trong các thử nghiệm FICON ban đầu và 2 chiếc RF-84F (số seri 51-1848 và 51-1849). Các máy bay được gắn liền đầu mút cánh với nhau bằng các khớp nối và gá kẹp. Dù vài lần kết nối thành công do các phi công của hãng Convair là Doc Witchell, Beryl Erickson và Raymond Fitzgerald thực hiện vào năm 1956, nhưng gió xoáy và nhiễu loạn vẫn tiếp tục là một vấn đề chính. Ngày 23/9/1956, chiếc RF-84F 51-1849, do Beryl Erickson lái đã bị giật mạnh khỏi đầu  cánh phải của chiếc JRB-36F. Tất cả các máy bay hạ cánh an toàn những khái niệm này được cho là quá nguy hiểm. Những phát triển trong lĩnh vực tiếp nhiên liệu trên không vào thời điểm đó hứa hẹn một cách an toàn hơn để tăng tầm hoạt động cho các máy bay tiêm kích do đó Đề án Tom-Tom bị hủy bỏ.
Mặc dù thử nghiệm máy bay tiêm kích hộ tống McDonnell XF-85 Goblin đã thất bại, nhưng USAF tin rằng khái niệm máy bay ném bom mang theo máy bay tiêm kích vẫn khả thi. Thay vì phải hộ tống, trọng tâm được chuyển sang vai trò tấn công, ý tưởng này được thực hiện bằng cách dùng một chiếc Convair B-36 Peacemaker mang theo một chiếc tiêm kích Republic F-84 Thunderjet. Kế hoạch là sử dụng máy bay ném bom hạng nặng với tầm hoạt động xa tiếp cận đề vùng lân cận của mục tiêu, sau đó triển khai chiếc F-84 cơ động nhanh chóng tiếp cận mục tiêu và dùng bom hạt nhân chiến thuật tiêu diệt mục tiêu. Khi đã tiêu diệt mục tiêu F-84 trở lại với máy bay ném bom mẹ, được thu hồi và mang về căn cứ.

## Thử nghiệm FICON

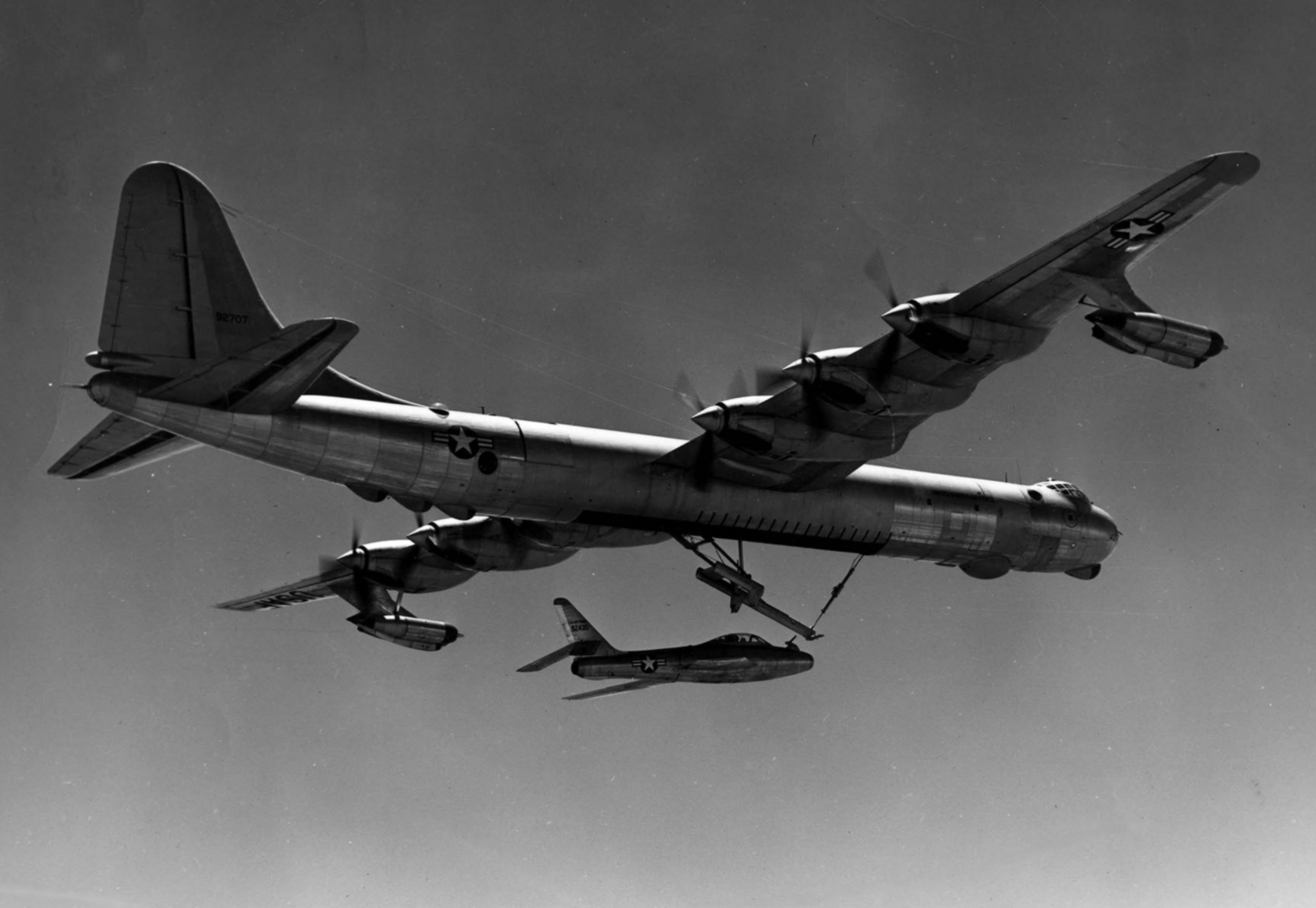
GRB-36 tách YRF-84F khỏi xà treo.

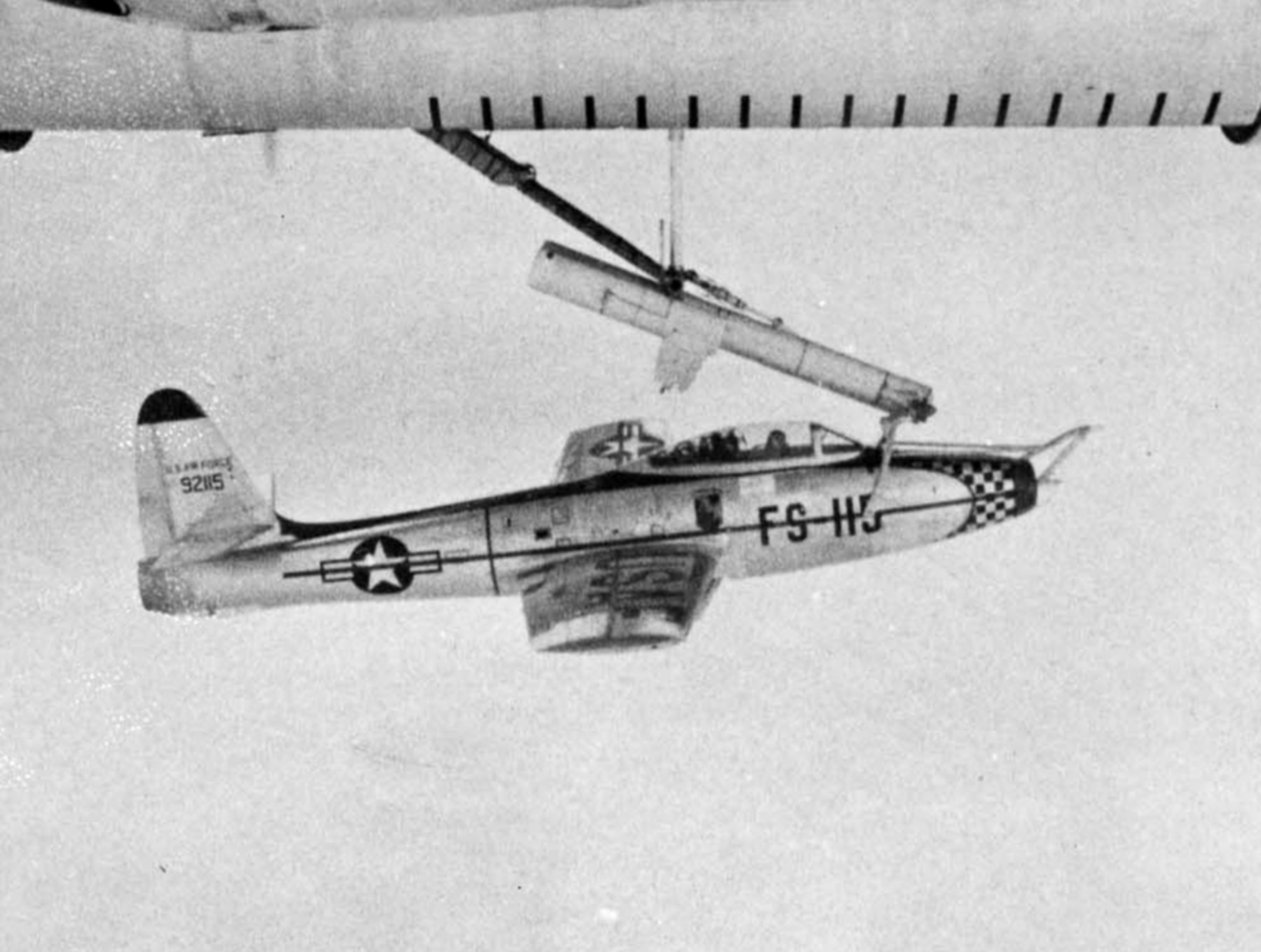
F-84E móc vào xà treo.

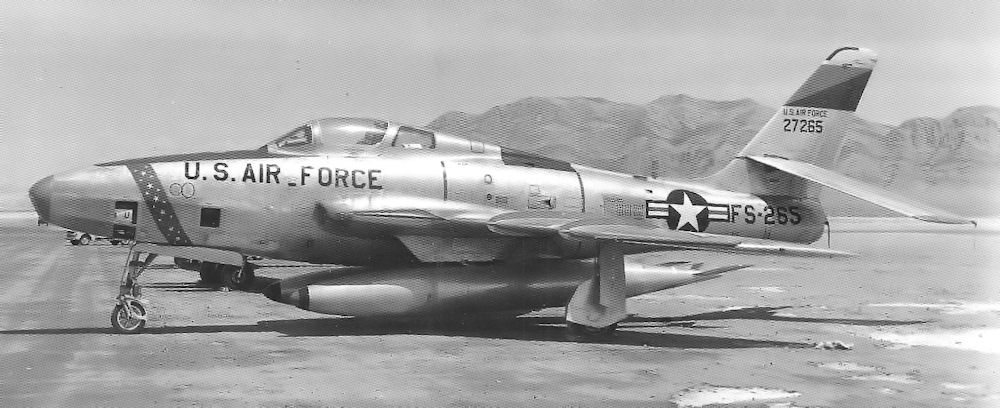
RF-84K Thunderflash thuộc Không đoàn Tiêm kích Chiến lược 407, 1955

Một chiếc RB-36F-1 Peacemaker (số seri 49-2707) đã được sửa đổi với một cơ cấu xà treo đặc biệt trong khoang quân giới của nó và được định danh là GRB-36F, một chiếc F-84E Thunderjet (số seri 49-2115) được lắp thêm móc có thể thu vào mũi ở trước buồng lái. Cái móc này sẽ giúp máy bay kết nối với xà treo trên máy bay mẹ, và sẽ giữ máy bay trong khoang quân giới của máy bay ném bom trong khi bay. Do kích thước của máy bay tiêm kích, chỉ có buồng lái, lưng máy bay và đuôi là thực sự ở bên trong bụng của GRB-36, phần còn lại của máy bay tiêm kích làm tăng thêm lực cản và làm giảm tầm hoạt động của máy bay ném bom 5-10%. Một điều tích cực là phi công tiêm kích có thể rời máy bay của mình trong khi máy bay được gắn cùng máy bay ném bom, nhờ đó mà các mục tiêu có giờ bay lên tới 10 giờ vấn có thể bị tấn công.
Các thử nghiệm FICON đầu tiên được thực hiện vào năm 1952. Việc kết nối diễn ra vào ngày 9/1/1952, thử nghiệm thu hồi vào khoang quân giới máy bay ném bom diễn ra vào ngày 23/4/1952. Chuyến bay đầu tiên từ lúc cất cánh đến lúc hạ cánh của hệ thống hoàn chỉnh là vào ngày 14/5/1952. Năm 1953, GRB-36/F-84E được gửi tới Căn cứ Không quân Eglin, tại đây 170 lần thử nghiệm triển khai và thu hồi máy bay tiêm kích đã được thực hiện. Tháng 5/1953, F-84E bị thay thế bởi chiếc Republic F-84F Thunderstreak nhanh hơn, mẫu thử YRF-84F đầu tiên (gọi tắt là YF-96A) đã được cải tiến để thử nghiệm và có tên định danh là GRF-84F. Khi máy bay tiêm kích trinh sát chiến thuật RF-84F Thunderflash được đưa vào trang bị, vai trò của FICON chuyển từ tấn công sang trinh sát. Như với F-84, RF-84 sẽ sử dụng kích thước nhỏ bé của mình cùng với tốc độ cao sẽ vượt qua các mục tiêu được bảo vệ và thu thập thông tin tình báo, trong khi máy bay ném bom ở bên ngoài tầm phòng không của đối phương. Đề án đã cho thấy hiệu quả của mình, USAF đã đặt mua 10 chiếc RB-36D chuyển đổi sang GRB-36D để mang RF-84K, đồng thời bổ sung thêm 25 chiếc tiêm kích trinh sát chiến thuật RF-84K. RF-84K giữ lại 4 khẩu súng máy 0.50 in, nên nó có thể tác chiến như máy bay tiêm kích hộ tống. RF-84K có thể được triển khai ở độ cao lên tới 25.000 ft (7.550 m) và thêm 1.180 mi (1.900 km) vào tầm hoạt động 2.800 mi (4.500 km) ấn tượng của GRB-36D.

## FICON trong trang bị
Hệ thống FICON hoạt động rất hạn chế thuộc Bộ tư lệnh Không quân Chiến lược trong giai đoạn 1955-1956. GRB-36D thuộc Không đoàn Trinh sát Chiến lược 99 (Fairchild AFB) hoạt động kết hợp với RF-84K thuộc Phi đoàn Trinh sát Chiến lược 91 (Larson AFB).
Các chuyến bay thử nghiệm sau đó chứng minh khái niệm FICON thực sự là "chiến thuật âm thanh", vận hành chúng rất khó khăn. Tổng cộng có 10 chiếc GRB-36D và 25 chiếc RF-84K được chế tạo và đưa vào biên chế giai đoạn 1955-1956. Việc kết nối với máy bay mẹ là một thách thức cho các phi công có kinh nghiệm trong điều kiện bay lý tưởng. Trong chiến đấu hoặc trong điều kiện thời tiết bất lợi, phi công có ít kinh nghiệm thì việc kết nối quả thật là không tưởng, vài chiếc RF-84K đã bị hư hại khi kết nối trong những điều kiện tồi. Ngoài ra, RF-84 làm giảm đáng kể khoảng sáng gầm của máy bay ném bom, với thùng nhiên liệu phụ 450 gallon (1.700 llít) trên máy bay ném bom, khi kết nối với máy bay ném bom, thì khoảng sáng gầm giảm còn sáu inch (15 cm). Những nghịch cảnh, kết hợp với sự ra đời của Lockheed U-2 và sự lỗi thời của B-36 đã khiến đề án bị hủy bỏ vào năm 1956, chuyến bay FICON cuối cùng diễn ra vào ngày 27/4.
Khi bị hủy bỏ, một số chiếc RF-84K bị loại bỏ, nhưng những chiếc khác vẫn hoạt động như máy bay trinh sát. Chỉ có 3 chiếc còn sót lại đến ngày nay; 1 chiếc ở Bảo tàng Quốc gia không quân Hoa Kỳ, 1 chiếc ở Planes of Fame "Static Lot" Chino, California; 1 chiếc ở Wings Over thuộc Bảo tàng hàng không Rockies, Denver Colorado.

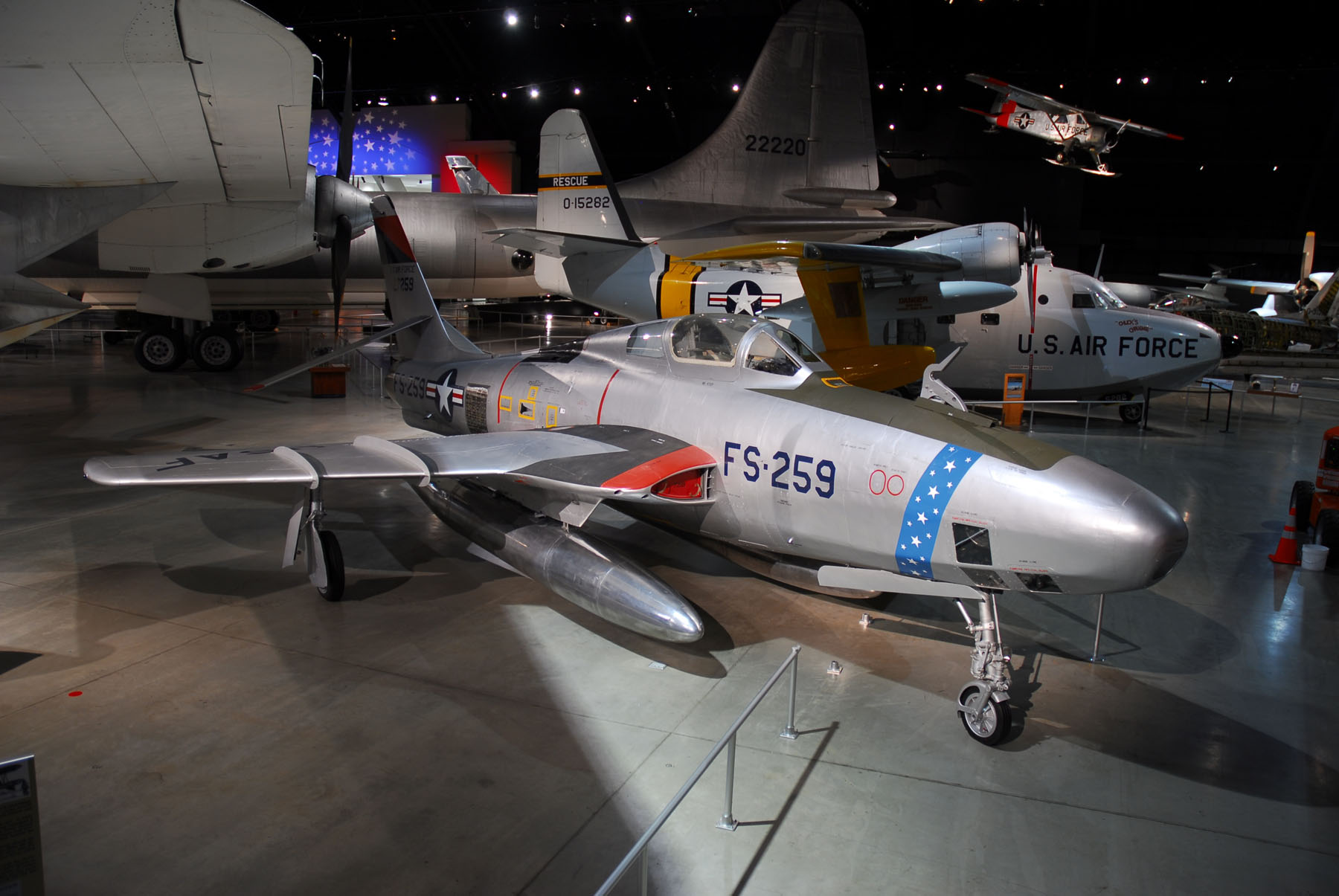
Republic RF-84K Thunderflash tại Bảo tàng Quốc gia Không quân Hoa Kỳ